# オーステン (オーステ)
オーステン（ドイツ語: Osten、ドイツ語発音: [ˈoːstən]、低地ドイツ語: Oosten）は、ドイツ連邦共和国ニーダーザクセン州クックスハーフェン郡の最も東に位置する町村（以下、本項では便宜上「町」と記述する）である。この町は、ザムトゲマインデ・ヘムモールに属している。

## 地理

### 位置
オーステンは、オーステ川河畔のオースターマルシュに位置している。

オーステンの地区図

### 自治体の構成
- アルテンドルフ
- イーゼンゼー
- オーステン

## 歴史
エルベ川とオーステ川の河口地域には、紀元前からすでにゲルマン人のカウキー族が定住していた。盛り土をした平地の集落は12世紀まで存続していた。この頃、沼沢地や湿地の計画的な農地化が始まった。土地の灌漑・排水用水門を持つ堤防、掘割、濠が造られた。
オーステン集落は1220年に初めて文献に記録されている。この集落は、フォン・デア・オーステン騎士家がブレーメン大司教の封臣として領していた。1250年以前にこの一門の若い息子がポンメルンに移り住んだ。現在まで存続するこの家は、オーステ川の波帯とブレーメンの鍵を紋章に用いている。1391年の激しい嵐で、街道、水門、教会に甚大な被害が生じた。1450年から1650年までレネ家がオーステンに封じられた。この家の紋章に見られる川が、当時のこの町の公印であった。現在の市の紋章は、かつての土地領主であるオーステン家の紋章によっている。
その後、スコットランドの遍歴騎士アンドレアス・フォン・メルヴィルがこの地を手に入れた。その娘のシャルトッテ・ゾフィーは1690年にアレクサンダー・フォン・デア・シューレンブルクと結婚した。アルテンブルク集落の騎士領は1748年に遺産相続によって、現在もこれを経営しているシューレンブルク伯のものとなった。
オーステンは1526年に福音主義に転じた。1717年のクリスマス洪水によりオーステンで17人の死者が出た。1773年には大火災によって合計42軒の家屋が破壊された。1852年にプロイセン王国のアムト・オーステンとオーステン区裁判所が設けられたことによりこの町の重要性が増した。1881年、この町はバスベック＝オーステン駅（現在はヘムモール）によって鉄道ハンブルク - クックスハーフェン線に接続した。プロイセンの行政改革に伴い、アムト・オーステンとアムト・ノイハウスからノイハウス・アン・デア・オーステン郡が創設され、オーステンは政治的重要性を失った。1909年に重要な渡河施設である運搬橋が完成した。この施設は現在、この町の象徴的建造物となっている。現在の自治体オーステンは、ニーダーザクセン州の市町村再編によって1972年7月1日に、それまで独立した町村であったオーステン、アルテンドルフ、イーゼンゼーが合併して成立した。オーステン区裁判所は、設立から122年後の1973年に廃止された。

## 行政

### 議会
オーステンの町議会は11人の議員で構成されている。これは、人口1,001人から2,000人のザムトゲマインデに属す自治体の議員定数である。議員は5年ごとに住民の選挙で選出される。

### 首長
町議会は、議員のカールステン・フーベルト (CDU) を、任期の名誉職の町長に選出した。

### 紋章
図柄: 左右二分割。向かって左は青地に4本の銀色の波帯。向かって右は銀地に、分割線から半身を出した金色の爪と嘴を持つ赤い鷲。
解説: この紋章は、1633年のキルヒシュピール・オーステンの印章に由来する。波帯はオーステ川と町内を流れるその他の川を表している。
波帯は、1219年に最初の文献記録が遺るオーステン貴族家の紋章から採られた。

## 文化と見所

### 建築

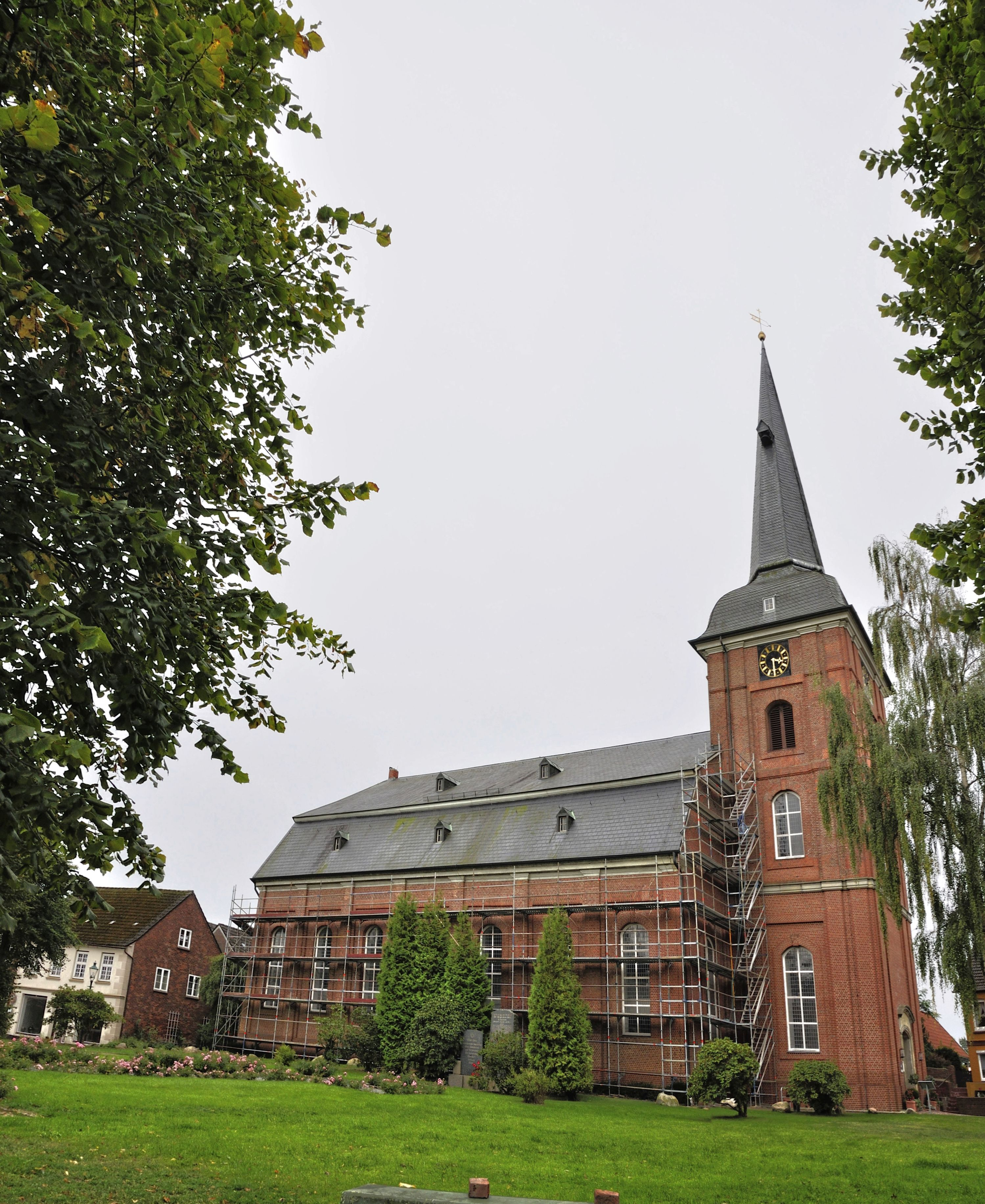
聖ペトリ教会

#### 聖ペトリ教会
様式に従ったバロック教会聖ペトリ教会は、1746年/1747年にハンブルクの建築家ヨハン・レオンハルト・プライによってレンガで新たに建造された。プライはハンブルクの主教会である聖ミヒャエリス教会（ハンブルガー・ミヒェル）の共同建設者であった。教会の規模が、当時のオーステン住民の豊かさを現在に伝えている。創建当時からの内装調度が変わることなく遺されている。それは、ハンブルガー・ミヒェルに似ている。高さ 10 m を超える後ろ壁を持つバロック様式の講壇付き祭壇、3階建ての西のバルコニー席、長い領主席、大きな教会堂を覆う豪華な装飾が施されたヴォールトが後期バロック様式で統一され、深い感銘を与える。オルガンは、ヤーコプ・アルブレヒトが1751年に製作したものである。ベターネル兄弟によって古い前面管に新しいオルガンが取り付けられた。このオルガンは1992年に修復された。

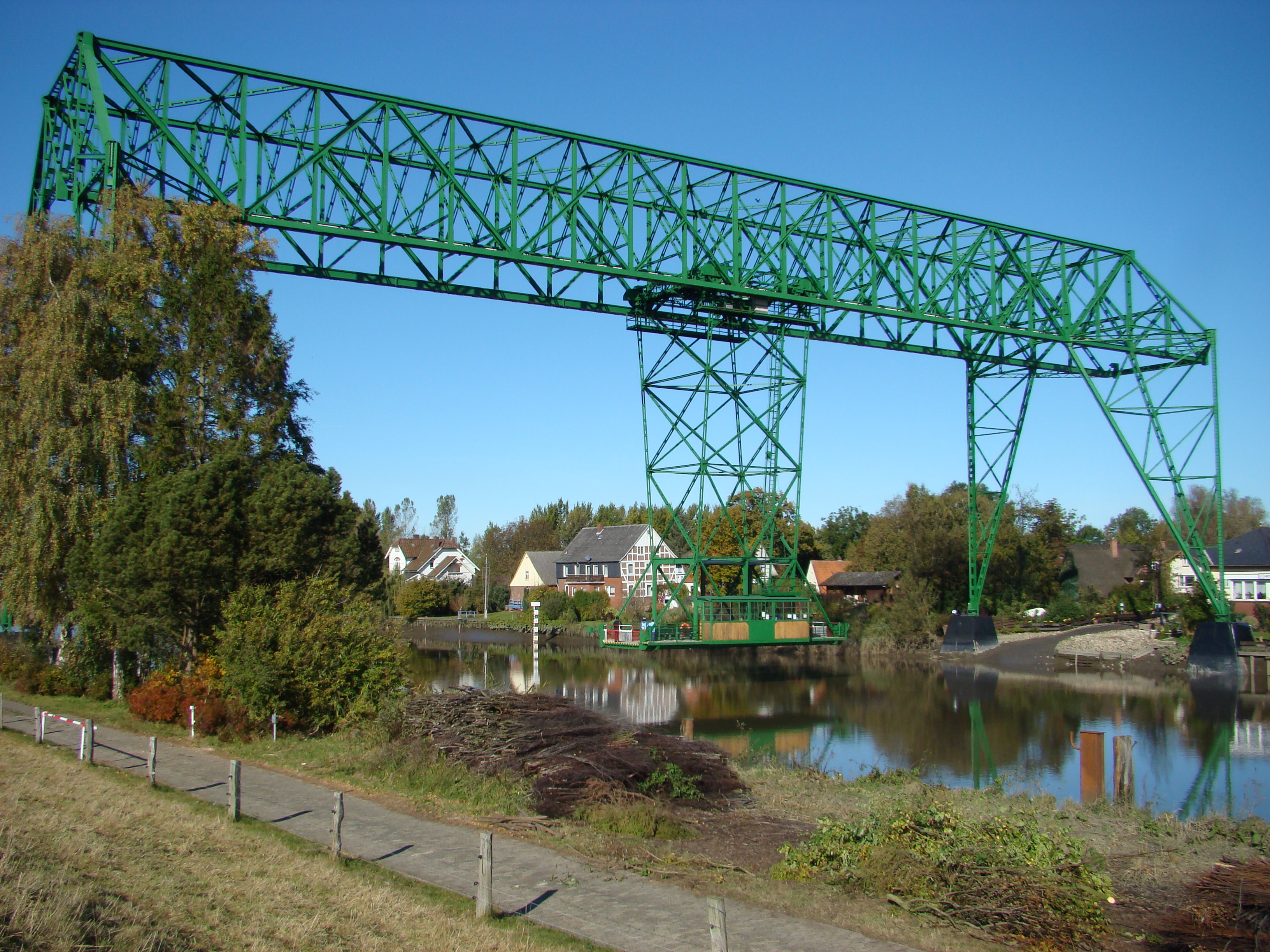
オーステンの運搬橋

#### 運搬橋
オーステンにはドイツで最も古い運搬橋がある。これは1909年からオーステ川の渡河に用いられていた。その設計は、高さ 30 m の大型帆船が通行することを可能にした。建設当時オーステ川はまだ船舶が活発に行き交う重要な交易路であったが、現在では川の観光利用に主眼が置かれている。
この運搬橋は18トンの積載容量があり、乗用車8台または100人までを同時に、約3分で対岸まで渡すことができる。
この運搬橋は現在、技術的建造文化財となっている。1974年から連邦道 B495号線でオーステ川を渡ることができるようになったため、この運搬橋は主に観光目的で運用されている。この種類の運搬橋は世界中で8基だけが知られておらず、これが文化財指定の意義である。このうち1基はレンツブルクに、他はスペインやその他の国にある。スペイン国王フアン・カルロス1世は2003年に新設された運搬橋国際連合の主催者となった。
2004年に開通されたブレーマーフェルデからキールに至る観光街道「ドイツ・フェリー街道」は、このオーステンの建築文化財と、ドイツのもう一つの運搬橋とを結んでいる。もう一つの運搬橋は、レンツブルクとオスターレンフェルトとの間の北海＝バルト海運河に架かるもので、2005年からオーステンと「運搬橋を機縁とするパートナーシップ」を結んでいる。この運搬橋は2006年から完全に修復され、再び人々を運ぶことができるようになった。
- 聖ペトリ教会の講壇付き祭壇
- 聖ペトリ教会のバルコニー席とオルガン
- 聖ペトリ教会と運搬橋

### 博物館

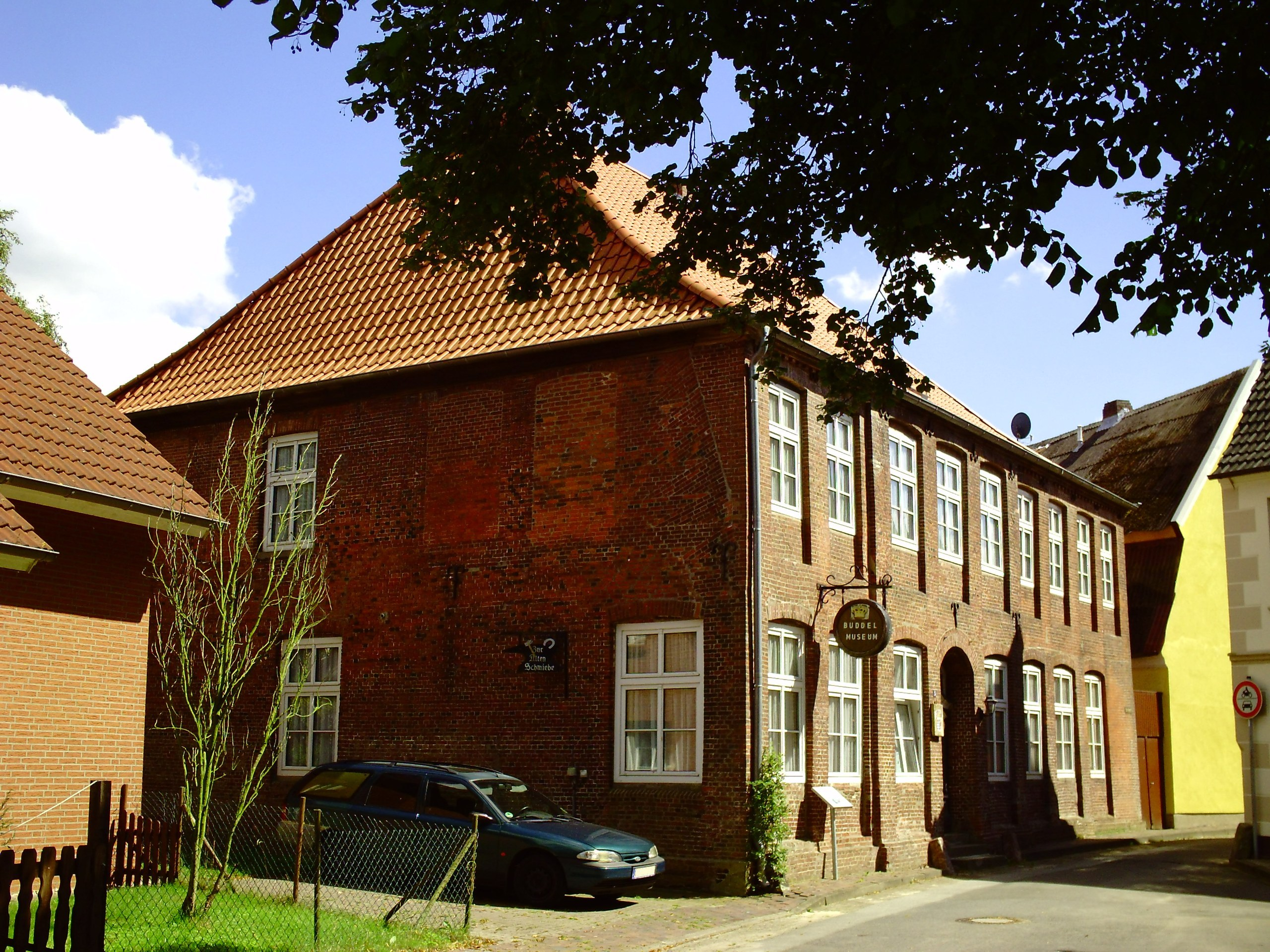
瓶の博物館

郷土室と瓶の博物館を持つ旧レクトールシューレ博物館は、酒造業者ヤン・テン・ドールンカートが35年間にわたって収集いた約4500点のアルコール飲料の容器コレクションを展示している。

### クラブ・協会活動
この村落共同体には多くのクラブ・協会が組織されている。シュットダム＝イーゼンゼー射撃協会 1901 e.V. は、会員数約770人を擁する、ニーダーザクセン州でも大規模な射撃協会の1つである。ラントユーゲント・イーゼンゼーは2005年11月11日に設立された。

## 訳注
1. ↑  アムト (ドイツ語: Amt) は一般に「役所」を意味するが、ここでは地方行政区画を意味している。